# Eucereon surcata
Eucereon surcata là một loài bướm đêm thuộc phân họ Arctiinae, họ Erebidae.